# Acroricnus japonicus
Acroricnus japonicus là một loài tò vò trong họ Ichneumonidae.